# باوند فور غلوري (مصارعة)
باوند فور جلوري (بالإنجليزية: Bound for Glory)‏ هي بطولة من بطولات المصارعة الحرة للمحترفين يقيمها اتحاد توتال نون ستوب أكشن ريسلنغ  الأمريكي بصورة سنوية في شهر أكتوبر.
و قد بدأ هذا الحدث الرياضي منذ عام 2005 عندما رأت توتال نون ستوب أكشن ريسلنغ انها بحاجة إلى بطولة سنويه ضخمه تضاهي بطولة (ريسل مينيا) الخاصة باتحاد (الدبليو دبليو أي) فقرروا إقامة هذه البطولة التي تعد أكبر بطولة لديهم في العام.
الجدير بالذكر انه لا يمكن مشاهدة بطولة (باوند فور جلوري) إلا من خلال خدمه الدفع مقابل المشاهدة (بي بير فيو)